# Charles Bronson

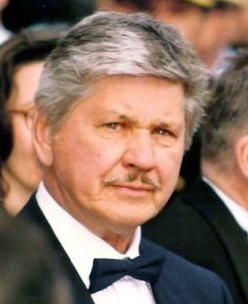
Charles Bronson vid filmfestivalen i Cannes 1987.

Charles Bronson, ursprungligen Charles Dennis Buchinsky, född 3 november 1921 i Ehrenfeld i Pennsylvania, död 30 augusti 2003 i Los Angeles i Kalifornien, var en amerikansk skådespelare.

## Biografi
Charles Bronson föddes som elfte barnet i en skara av 15 barn till en litauisk gruvarbetare  i Ehrenfeld i Pennsylvania. Hans far, Valteris P. Bučinskis (som senare ändrade sitt namn till Walter Buchinsky för att verka mer "amerikansk"), kom från staden Druskininkai i Litauen och hans mor, Mary Valinsky (som hade litauiska föräldrar), kom från Tamaqua i Pennsylvania. När han var 10 år gammal dog fadern. Vid 16 års ålder började även Charles Bronson arbeta i gruvan, liksom alla hans bröder.
Under andra världskriget tjänstgjorde han som akterskytt i en Boeing B-29. Efter kriget studerade han konst och kom med i en teatergrupp.
Han filmdebuterade 1951 i Flottans Johnny, som även kallas "Efter den mörka kvällen". Efter att under många år haft småroller i filmer for han 1968 till Europa där han fick en roll i den italienska spagettiwestern Harmonica – en hämnare och blev stjärna över en natt. Europeiska biobesökare dyrkade hans tuffa manlighet och "djuriska" utstrålning. Vid 50 års ålder var han plötsligt sexsymbol och en av världens högst betalda filmstjärnor. Det kom dock att dröja ytterligare ett tag innan han nådde samma popularitet även i sitt hemland.
Charles Bronson är mest känd för filmen Death Wish – våldets fiende nr 1 (1974, regisserad av Michael Winner), där han spelar en man som förvandlas till ett enmans medborgargarde och hämnare sedan hans familj drabbats av allvarlig våldsbrottslighet. Det gjordes även flera uppföljare på denna film. Därefter kom han nästan uteslutande att spela tuffa hjälteroller i våldsamma filmer, ofta regisserade av J. Lee Thompson. Han har även huvudrollen i filmen Slaget om Entebbe där han spelar den israeliske generalen Dan Shomron. Bronsons hustru Jill Ireland agerade i ett flertal av makens filmer. Hans hälsa blev så småningom sämre och han avslutade sin karriär i slutet av 1990-talet. Family of Cops III från 1999 blev hans sista film. Han drabbades också av Alzheimers sjukdom och avled 2003 i lunginflammation på Cedars-Sinai Medical Center.

## Filmografi i urval
- 1951 – Flottans Johnny (ej krediterad)
- 1951 – Fallet O'Hara (ej krediterad)
- 1951 – Polisfällan (ej krediterad)
- 1952 – Kär och galen (ej krediterad)
- 1952 – Feminint fenomen
- 1953 – Vaxkabinettet
- 1953 – Miss Sadie Thompson
- 1954 – Apache
- 1954 – Vera Cruz
- 1956 – Främlingen från vidderna
- 1958 – Machine Gun Kelly
- 1958–1960 – Man with a Camera (TV-serie) (29 avsnitt)
- 1960 – 7 vågade livet
- 1962 – Kid Galahad
- 1963 – 4 för Texas
- 1962–1963 – Empire (TV-serie)
- 1963 – Diablo – laglös stad
- 1963 – Den stora flykten
- 1965 – Het strand
- 1965 – Det stora slaget
- 1966 – Min kropp är fördömd
- 1967 – 12 fördömda män
- 1968 – Pancho Villa
- 1968 – Harmonica – en hämnare
- 1969 – Främlingen i regnet
- 1970 – Iskalla nerver
- 1971 – Blodröd sol
- 1972 – Chatos land
- 1972 – Mechanic - En människojägare
- 1973 – Chino
- 1973 – The Stone killer
- 1974 – Mr. Majestyk
- 1974 – Death Wish – våldets fiende nr 1
- 1975 – Streetfighter
- 1975 – Mot Fort Humboldt
- 1977 – Telefon
- 1977 – The White Buffalo
- 1976 – Slaget om Entebbe (TV-film)
- 1978 – Livsfarligt uppdrag
- 1980 – Cabo Blanco
- 1981 – Jagad till vanvett
- 1981 – Death Wish II
- 1983 – Den djävulska hämnden
- 1983 – 10 to Midnight
- 1985 – Death Wish 3
- 1986 – Jack Murphys lag
- 1986 – Hämnd till varje pris (TV-film)
- 1987 – Death Wish 4: The Crackdown
- 1988 – Dödens budbärare
- 1991 – The Indian Runner
- 1991 – Visst finns tomten! (TV-film)
- 1993 – Varg-Larsen (TV-film)
- 1993 – Donato and Daughter (TV-film)
- 1994 – Death Wish V: The Face of Death
- 1995 – Prime Suspect (TV-film)
- 1995 – Family of Cops (TV-film)
- 1997 – Breach of Faith: Family of Cops II (TV-film)
- 1999 – Family of Cops III (TV-film)